# الرقابة في البرازيل
تشكلت الرقابة في البرازيل، الثقافية والسياسية على حد سواء، خلال الفترة التي تلت السيطرة الاستعمارية على البلاد. تعاني البرازيل اليوم بعض الرقابة غير الرسمية على الرغم من انتهاء معظم الرقابة الحكومية قبل فترة إعادة الديمقراطية التي بدأت في عام 1985. يقيد التشريع الحالي حرية التعبير المتعلقة بالعنصرية، ويحظر الدستور عدم الكشف عن هوية الصحفيين.

## التاريخ

### الدكتاتورية العسكرية (1964-1985)
في عام 1985، خلال فترة الدكتاتورية العسكرية البرازيلية، حظرت الحكومة الفيدرالية فيلم جان لوك غودار لعام 1985 هيل ماري، مدعية أنه جسّد إهانة للعقيدة المسيحية (على الرغم من أن الدولة كانت علمانية بشكل رسمي). خرّب المغني الشهير روبرتو كارلوس، وهو كاثوليكي متدين، صورته أمام القطاعات الليبرالية في المجتمع البرازيلي عندما أيد الحظر الذي فرضته إدارة خوسيه سارني. عُرض الفلم بعد وضع الدستور البرازيلي الجديد وإعادة الديمقراطية في البلاد في فترة التسعينيات.

### إعادة الديمقراطية

#### 1989
صدر قانون مناهضة العنصرية في عام 1989. حظر القانون الترويج للمثل العليا النازية واستخدام الرموز النازية، وحظر أيضًا التحريض على التمييز أو التحيز العرقي والإثنية والدين والأصل القومي.

#### فترة التسعينيات
صادرت الشرطة العسكرية نسخة الفيلم الوثائقي البريطاني ما وراء المواطن كين قبل يوم واحد فقط من العرض الأول له في متحف الفن الحديث في ريو دي جانيرو، وذلك امتثالًا لأمر من المحكمة في عام 1994. يأخذ الفيلم اتجاهًا نقديًا تجاه تأسيس قناة غلوبو، وهي أضخم منصة بث تلفزيونية في البلاد، موضحًا صلتها بالدكتاتورية العسكرية. ذكرت صحيفة فوليا دي ساو باولو شراء قناة ريكورد لحقوق بث الفيلم الوثائقي في 20 أغسطس في عام 2009. حدث هذا بعد سلسلة من الهجمات المتبادلة بين قناتي غلوبو وريكورد بسبب تحقيق مضاد أجرته الوزارة العامة. تنتظر القناة إذنًا رسميًا من نظام العدالة لبث الفيلم.
حُظرت أغنية «لويس إيناسيو (300 بيكاريتاس)» لفرقة موسيقى الروك أوس بارالاماس دو سوسيسو من ألبومها لعام 1995 بعنوان فامو باتيه لاتا في المنطقة الفيدرالية البرازيلية. تلمح الأغنية إلى بيان أدلى به الرئيس البرازيلي السابق لويس إيناسيو لولا دا سيلفا، والذي قال فيه إن مجلس النواب يتكون من مئتي كاذب والقليل من الرجال الشرفاء. نجح النائب بونيفاسيو أندرادا من حزب العمل البرازيلي في ولاية ميناس جيرايس، والذي أظهر سخطه من الأغنية، في منع الفرقة من إقامة حفلة موسيقية كانت ستؤديها في برازيليا في 23 يونيو في عام 1995، على أساس انتهاك الأغنية لسمعة مرشح انتخابي. انضم نواب آخرون إلى أندرادا في حملته ضد الأغنية، ولكنهم نجحوا فقط في حظرها من الانتشار على البث الإذاعي.

#### فترة الألفينات
تعرض السيناتور إدواردو أزيريدو، عضو الحزب الاجتماعي الديمقراطي البرازيلي في ولاية ميناس جيرايس في عام 2003، لانتقادات شديدة من قبل مستخدمي الإنترنت عند اقتراحه فرض الضرائب للحد من الجريمة الرقمية؛ ويعود سبب سخط الجماهير إلى شعورهم بأن هذا سيجبر موفري خدمات الإنترنت للعمل كجهات مراقبة، ولأنهم سيكونون ملزمين قانونيًا بالتنديد بالأنشطة غير القانونية المحتملة.
واجهت فرقة الروك بيدي أو بالدي مشاكل قانونية بعد إصدار أغنيتها بعنوان «ولماذا لا؟» على قناة إم تي ڤي برازيل في ألبوم خاص في عام 2005. نُظر إلى الأغنية على أنها تشجيع على زنا المحارم. شعرت قناة إم تي ڤي بالضغط بعد عدة دعاوى قضائية من منظمات حقوق المرأة والطفل، فأعادت إصدار الألبوم بدون الأغنية السابقة وتوقفت عن عرض الفيديو الموسيقي الخاص بها. توفرت كلمات الأغنية على الإنترنت على الرغم من كل الحظر الذي تعرضت له.
سوِّيت قضيتان في المحكمة بعد تطبيق اتفاق لإعادة شراء جميع نسخ كتاب روبرتو كارلوس إم ديتاليس من المكتبات في فبراير في عام 2007، وهو كتاب عن السيرة الذاتية غير المصرح بها للمطرب روبرتو كارلوس من قبل الصحفي باولو سيزار دي أراخو. أثبتت محاولة المغني لفرض رقابة على الكتاب فشلها، إذ يمكن العثور على النسخ بسهولة على الإنترنت.

## حرية التعبير والصحافة
يفرض القانون البرازيلي حرية التعبير والصحافة، وتحترم السلطات عمومًا هذه الحقوق في الممارسة العملية. تنشط وسائل الإعلام المستقلة وتُعبّر عن مجموعة واسعة من الآراء دون قيود، وتواصل العناصر الإجرامية غير الحكومية تعريض الصحفيين للعنف بسبب أنشطتهم المهنية. يشكل عدد متزايد من حالات الرقابة القضائية على وسائل الإعلام تهديدًا خطيرًا لحرية الصحافة. ينص القانون البرازيلي على أنه «يجوز إزالة المواد التي تعتبر مسيئة لطرف معين إذا دخل الطرف المذكور في دعوى قضائية». يُستغل هذا من قبل الشركات والمسؤولين الحكوميين الذين يفضلهم القانون في بعض الأحيان.
تنقل الرابطة الوطنية للصحف حالات السجن والعدوان والرقابة وعدم احترام حرية الصحافة. أبلغت الرابطة الوطنية للصحف بين 1 يناير و26 يوليو في عام 2011 عن 23 حالة من الرقابة والتهديدات والعنف المباشر ضد الصحفيين، وغيرها من أشكال الضغط ضد المنظمات الإخبارية والمهنيين، ويشمل ذلك ثلاث عمليات قتل، وسجن واحد، وست حالات للرقابة، وتسع حالات اعتداء لفظي وعنف جسدي، تنفذها المنظمات الإجرامية بعيًدا عن الحكومة البرازيلية.

## حرية الإنترنت
لا توجد قيود حكومية على نقاط الوصول إلى الإنترنت أو تقارير موثوقة بمراقبة الحكومة لغرف الدردشة عبر البريد الإلكتروني أو وسائل التواصل الاجتماعي. يمكن للأفراد والمجموعات المشاركة في التعبير عن آرائهم عبر الإنترنت بما في ذلك عن طريق البريد الإلكتروني. هناك اتجاه مستمر يتمثل باتخاذ الأفراد والهيئات الرسمية الإجراءات القانونية ضد موفري خدمات الإنترنت وموفري منصات التواصل الاجتماعي عبر الإنترنت مثل غوغل وفيسبوك وأوركوت، فيجعلهم  ذلك مسؤولين عن المحتوى المنشور أو المقدم من مستخدمي المنصة. غالبًا ما تؤدي الأحكام القضائية إلى الإزالة القسرية للمحتوى من الإنترنت.
لم تُصنَّف البرازيل بشكل فردي من خلال مبادرة أوبن نت، ولكنها مدرجة في التقييم العام الإقليمي للمبادرة لأمريكا اللاتينية. يقيد التشريع البرازيلي حرية التعبير متوجهًا بشكل خاص إلى المنشورات التي تعتبر عنصرية (مثل مواقع النازيين الجدد). يحظر الدستور البرازيلي أيضًا عدم الكشف عن هويته للصحفيين.
أمر رئيس الغرفة ميشيل تيمير قناة كامارا التلفزيونية في مارس في عام 2009 بإزالة مقطع فيديو لنقاش للصحفي لياندرو فورتيس التابع لمجلة كارتا كابيتال انتقد فيه فترة ولاية غيلمار مينديس كرئيس للمحكمة من موقعه على شبكة الإنترنت. نظر الكثيرون إلى ذلك باعتباره رقابة سياسية، ونُشر الفيديو بعد ذلك على يوتيوب. عرض تلفزيون كامارا النقاش على موقعه على الإنترنت بعد استنكار الهيئات الرئيسية الممثلة للصحفيين لهذه الرقابة.
أمرت محكمة انتخابات في البرازيل في سبتمبر في عام 2012 بالقبض على أكبر مسؤول تنفيذي في شركة غوغل في البلاد، وذلك بعد أن فشلت الشركة في إزالة مقاطع فيديو موجودة على يوتيوب تهاجم أحد مرشحي البلدية. يحظر القانون الانتخابي الصارم لعام 1965 إعلانات الحملات التي «تسيء لكرامة المرشح أو حشمته»، على الرغم من السماح للناقد بذلك بشكل خاص. تستأنف شركة غوغل هذا الأمر الذي يمكن أن يتقرر بعد قرار مماثل من قاضي انتخابات برازيلية آخر.
يجد القاضي في هذه الحالة مسؤولًا تنفيذيًا آخر مسؤولًا عن انتهاك قانون الانتخابات المحلي بعد رفض الشركة سحب مقطع فيديو من على يوتيوب. أُلغي هذا القرار من قبل قاضٍ آخر كتب أن «شركة غوغل ليست مؤلفًا فكريًا للفيديو ولم تنشر الملف، ولهذا السبب لا يمكن معاقبتها على نشره».